# العفيف التلمساني
العفيف التلمساني  (610 هـ - 690 هـ / 1213 - 1291م) شاعر صوفي تلمساني، كومي الأصل (من قبيلة كومة) تنقل في بلاد الروم، وكان يتصوف ويتكلم على اصطلاح (القوم)، ولد بتلمسان، ومات بدمشق، تنقل بآسيا الصغرى، وزار القاهرة وباشر بعض الأعمال بالشام. اتبع طريق محي الدين بن عربي، حيث كان يعتقد بوحدة الوجود، فاتّهم بالزندقة والميل إلى مذهب العلويين، اتهمه فريق برقة الدين. ابنه الشاب الظريف أشعر منه. وفي شذرات الذهب نعته بأحد زنادقة الصوفية وفي فوات الوفيات أن لعفيف الدين في كل علم تصنيفاً.

## نسبه و نشأته
هو أبو الربيع عفيف الدين سليمان بن علي بن عبد الله بن علي بن ياسين العابدي الكومي التلمساني، من مواليد مدينة تلمسان (من قبيلة كومية الأمازيغية بحوز تلمسان) سنة 610هـ/1213م وهي أصح التواريخ أو سنة 613هـ. حُرف اسمه في بعض المصادر التاريخية مثل كتاب تاريخ الأدب العربي (بروكلمان)، الذي أخلط في اسم القبيلة التي انتمى إليها كومية، فأصبحت الكوفة، فأصبح يعرف بالكوفي التلمساني، وانتشر هذا الخطأ كثيرًا مما شوه نسب العفيف.
نشأ العفيف التلمساني في مدينة تلمسان، حيث تعلم وربما قام برحلات إلى المدن القريبة، شرقا وغربا، بحثا عن العلم والاستزادة منه. فيما بعد، سافر إلى مصر واستقر في خانقاه سعيد السعداء، حيث وُلِدَ له ابنه محمد الشاب الظريف في عام 661 هـ/1263م الذي قيل أنه أشعر من أبيه. ثم سافر بعدها إلى بلاد الروم (آسيا الصغرى)، وبعدها إلى دمشق، حيث استقر هناك مع ابنه. أصبح مشهورًا بأفعاله ونال رضى أمير المدينة، الذي عيّنه مباشرة لإدارة أموال الخزينة.

## موقف ابن تيمية
كان ابن تيمية من أشد الناس انتقادًا للعفيف في عصره، وكان يُلقبه بالفاجر التلمساني، وكان يصفه بقوله : «وأما الفاجر التلمساني فهو أخبث القوم وأعمقهم في الكفر، فإنه لا يفرق بين الوجود والثبوت، كما يفرق ابن عربي، ولا يفرق بين المطلق والمعين، كما يفرق الرومي، ولكن عنده ما ثم غير ولا سوى بوجه من الوجوه، وإن العبد إنما يشهد السوى ما دام محجوباً، فإذا انكشف حجابه رأى أنه ما ثم غير يبين له الأمر.»

## وفاته
توفي عفيف الدين التلمساني في الخامس من شهر رجب عام 690 هـ / الرابع من يوليو عام 1291م، ودُفن في مقابر الصوفية في دمشق. وكان التلمساني قد بلغ عند وفاته سن الثمانين (78 سنة)، حسب شهادات المعاصرين.

ويوجد أيضا ضريح مزعوم له في أعالي جبال تيرني بتلمسان، حيث يشاع أنه توفي ودفن هناك إلى جانب تلاميذه.

صور الضريح المزعوم
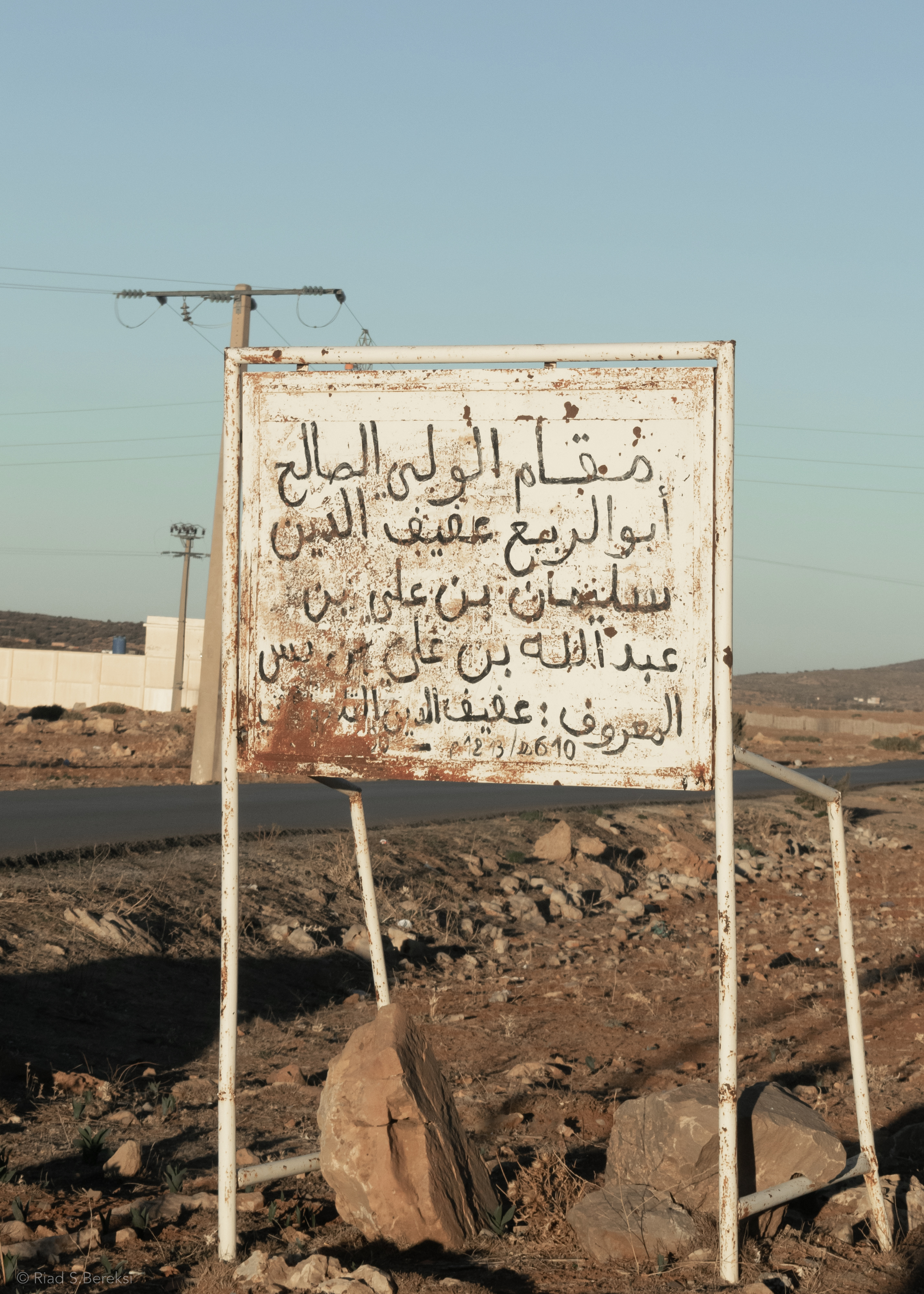
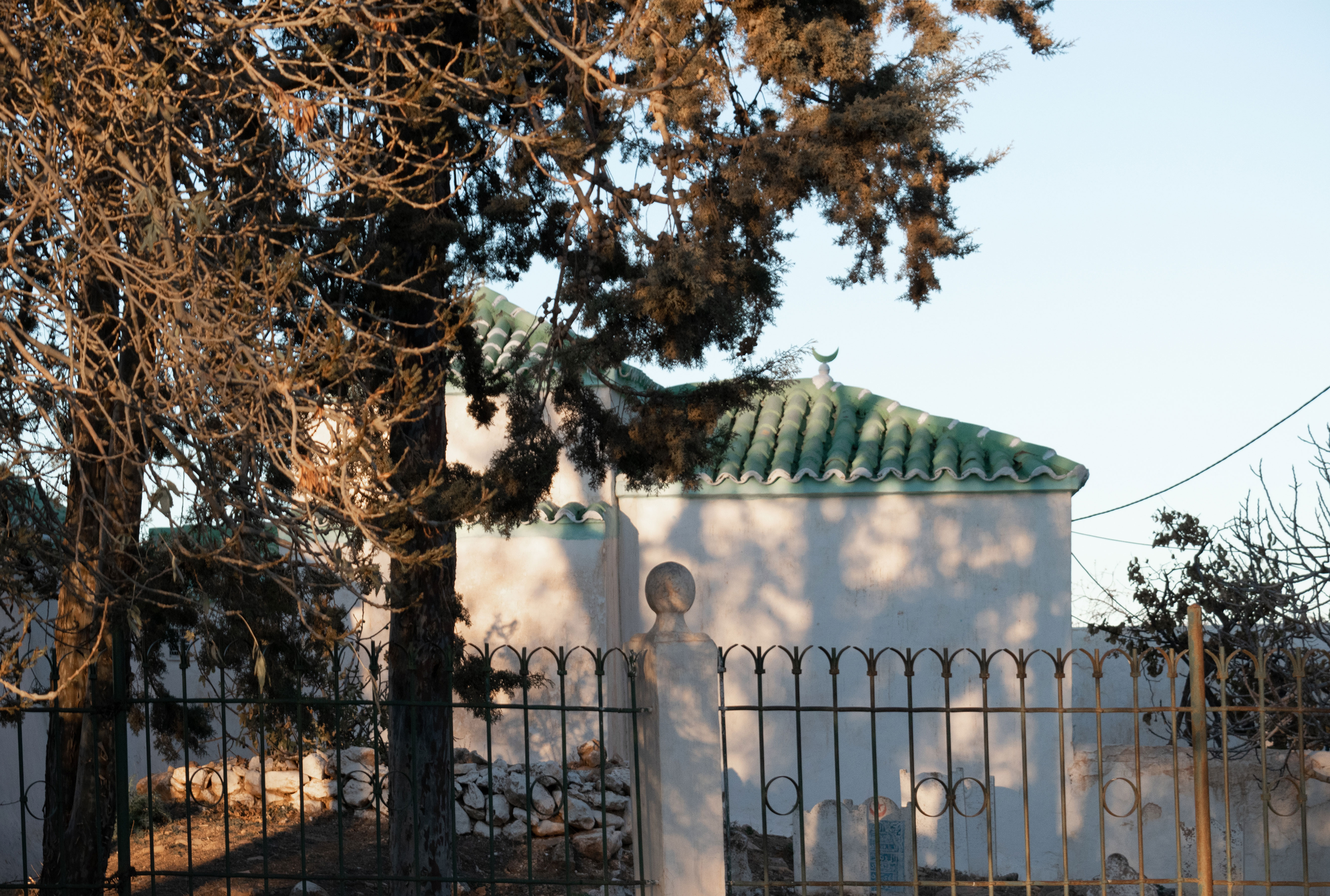
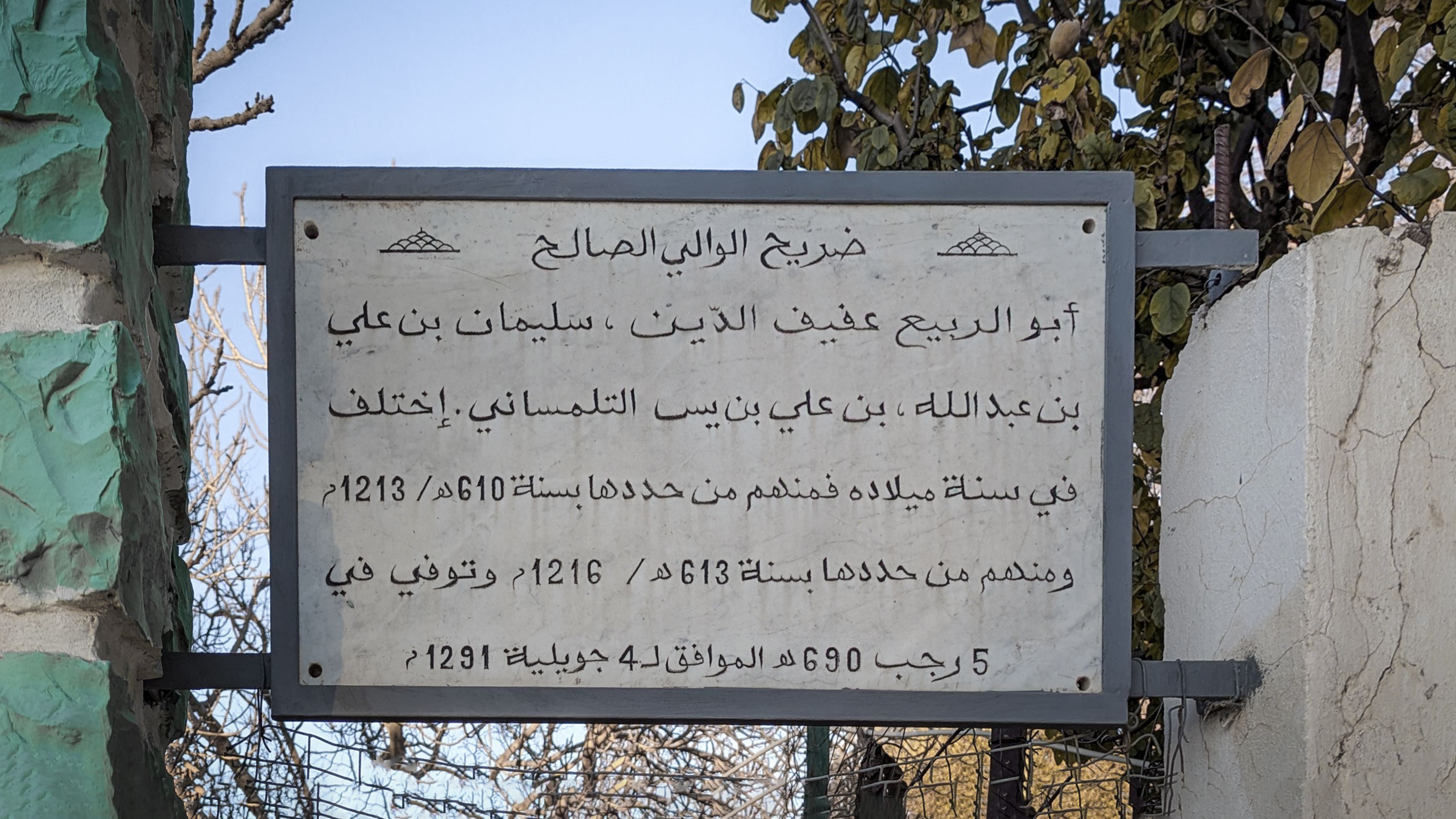

## أهم مؤلفاته
- ديوانه الشعري[6]
- شرح أسماء الله الحسنى
- شرح مواقف النفزي
- شرح منازل السائرين للانصاري الهروي
- شرح فصوص الحكم لابن عربي
- شرح القصيدة النفسية لابن سينا.
- له رسالة في علم العروض وديوان من الشعر في الغزل الصوفي والوصف تغلب عليه السهولة والعذوبة.
- شرح قصيدة التائية الكبرى لسلطان العاشقين: عمر بن الفارض «مخطوط».